# Adam Zamenhof
Adam Zamenhof, född den 11 juni 1888, död den 29 januari 1940, var en polsk läkare och son till Klara (1863-1924) och Ludwig Zamenhof (1859-1917), esperantos grundare. Adam hade två syskon, Lidia (1904 - 1942) och Zofia (1889-1942). 
Under andra världskriget var Adam Zamenhof chef över sjukhuset Starozakonnych i Warszawa. Han greps den 1 oktober 1939, och fördes till koncentrationslägret i Palmiry, där han avrättades den 29 januari 1940.

## Familj
Adam var gift med Wanda Zamenhof-Zaleska. Tillsammans fick de sonen Louis-Christophe Zaleski-Zamenhof, född den 23 januari 1925.